# Diospyros pulchra
Diospyros pulchra är en tvåhjärtbladig växtart som beskrevs av Bakh. Diospyros pulchra ingår i släktet Diospyros och familjen Ebenaceae. Inga underarter finns listade i Catalogue of Life.